# رافانوسا
رافانوسا (بالإيطالية: Ravanusa)‏ هي بلدية في مقاطعة أغريجنتو في صقلية الإيطالية.

## السكان
في سنة 1861 بلغ عدد السكان 7٬543 نسمة، وتطور العدد ليصل في سنة 2011 لـ 12٬128 نسمة.
يظهر هذا المخطط البياني تطور النمو السكاني لـ رافانوسا

## توأمة
لرافانوسا اتفاقيات توأمة مع كل من:
- زولتسباخ
- فورباخ